# Hankawan
Hankawan – wieś w Armenii, w prowincji Kotajk. W 2011 roku liczyła 116 mieszkańców.